# Јапански носач авиона Шинјо
Шинјо (погрешно Шињо) је био јапански ескортни носач авиона, настао преправком немачког брзог путничког брода Шарнхорст. Већи део свог постојања је коришћен као авио-транспортер.

## Историја
Почетак Другог светског рата затекао је немачки путнички брод Шарнхорст (18.184 тона, 21 kn (39 km/h)) у јапанску луку Куре. Према добијеном наређењу брод је постављен на „мртву тачку“. Дана, 7. фебруара 1942. године брод је предат јапанској влади. По неким историчарима он је реквизиран, међутим највероватније да је закупљен од јапанске стране, и требало је да се користи за транспорт јапанских војника.
| Име       | Почетак градње | Поринуће           | Примљен у флоту |
| --------- | -------------- | ------------------ | --------------- |
| Шарнхорст | 1933.          | 14. децембар 1934. | 30. април 1935. |

Након губитка 4 носача авиона у бици за Мидвеј, брод је укључен у списак за преправку у ескортни носач авиона. Радови на преправци брода почињу септембра 1942. године у луци Куре. При градитељским радовима, да би се убрзала преправка и што пре увео носач авиона у строј коришћени су делови од четвртог бојног брода класе Јамато. Котлови на броду су замењени стандардним за јапанску флоту типа Канпон. Конструкција носача авиона, такође је била по стандардима у јапанској флоти. Хангар на носачу авиона могао је да прими 28 авиона плус 5 у резерви. Он је био повезан са полетном палубом путем два лифта за авионе. Сама полетна палуба била је поплочена дрвеним даскама. Оклопљавање брода је изостављено. Магацини за муницију и цестерне са авиобензином били су заштићени бетонским блоковима. За разлику од осталих јапанских носача авиона, на носачу Шинјо су постављене додатне плутаче, које је требало да побољшају стабилност и пловност брода, а уједно су служиле и као противподморничка заштита. Противавионску одбрану брода чинило је 4 двоцевна топа 127 mm и 10 троцевна топа 25 mm. У састав авиогрупе су били 18+5 М6М2, 6 Д4Ј1 и 4 Ки-76. На броду су постављена два радара за откривање циљева у ваздуху.

## Тактичко-технички подаци
| Стандардна тежина:         | 17.500 тона                 |
| Пуна тежина:               | 20.916 тона                 |
| Дужина:                    | 189.36 метара               |
| Ширина:                    | 25.60 метара                |
| Газ (средњи):              | 8.18 метара                 |
| Полетна палуба:            | 180×24.5 метара             |
| Погон:                     | 4 котла „Канпон“            |
| Снага:                     | 26.000 КС (2 парне турбине) |
| Брзина:                    | 22 kn (41 km/h)             |
| Даљина пловљења:           | -                           |
| Количина горива:           | -                           |
| Посада:                    | 942 човека                  |
| Универзална артиљерија:    | 4×2 топа 127                |
| Противавионска артиљерија: | 10×3 топа 25                |
| Авиогрупа:                 | 28+5                        |
| Ловци:                     | 18+5 А6М2                   |
| Обрушавајући бомбардери:   | 6 Д4Ј1                      |
| Торпедоносци:              | -                           |
| Извиђачи:                  | 4 Ки-76                     |

## Модернизација
У јануару 1944. године повећан је број малокалибарских противавионских топова 25 mm на 42, а јула месеца исте године на 50 топа. Током септембра 1944. године авиогрупу је чинило 24+5 М6М2 и 4 Ки-76. 

## Служба
Иако је завршен новембра 1943. године, носач авиона Шинјо остаје у домаћим водама све до јула 1944. године, када поћиње да се користи као авио-транспортер. Током септембра исте године брод је предат ескортној команди и осигурава јапанске конвоје покрај обала југоисточне Азије. Дана, 12. октобра 1944. године авиогрупа са носача авиона остаје у Шангају а брод је поново укључен у авио-транспорт. Носач авиона Шинјо је 17. новембра 1944. године погођен са 4 торпеда испаљених са америчке подморнице Спејдфиш, услед чега тоне. 